# ギリウイ川
ギリウイ川(ギリウイがわ、ロシア語: Гилюй)は、ロシア極東部のアムール州を流れる長さ545kmの川で、ゼヤ川の支流の一つである。清朝時代は吉魯河と呼ばれていた。

## 概要
スタノヴォイ山脈の南斜面にある400以上の湖に発し、ゼヤ川水力発電所のダム湖に至る。ダム湖の南部に北西方向から流入し、約30kmの細長い湾を形成している。この湾ができる前は流速が最大5m/sに達し、浅瀬や急流が多数存在した。
水力発電所を作るプロジェクトがあり、計画では高さ104m、462MWの容量と11.46億kW/hの年間出力を持つ。2015年時点で建設の開始時期は未定であるが、2014年11月9日にはルスギドロと中国長江三峡集団公司の間で契約が結ばれた。

## 支流
- ティンダ川